# TNA IMPACT!
TNA Impact! (antes conocido como Impact Wrestling, GFW Impact! e Impact!) es un programa de televisión de entretenimiento deportivo producido por la compañía Total Nonstop Action Wrestling (antes conocida como Global Force Wrestling y como Impact Wrestling), siendo su programa principal. Impact Wrestling es grabado en la Impact Wrestling Zone, localizada en el Soundstage 21 en el Universal Studios Florida de Universal Orlando Resort en Orlando, Florida. Durante el año 2013, decidió grabar sus episodios alrededor de los EU.
El programa se emite en Estados Unidos y Canadá en AXS TV, en Quebec en RDS, en el Reino Unido en Fight Network UK, en España en Eurosport,, en Asia por ESPN Star Sports, en Filipinas por ABC, en Corea por Cinema Networks y en África por Click Boogie.

## Historia

### Era de Fox Sports Net: mayo de 2004 - mayo de 2005
En mayo de 2004, TNA anunció que negociaron un pacto de televisión con Fox Sports Net (FSN) donde tendrían una hora de tiempo televisivo los viernes en muchos de los mercados, poniendo a TNA en un cable y satélite no-restringido por primera vez. TNA ese mes empezó como TNA Impact y lanzó el primer episodio el 4 de junio de 2004. Impact fue también aceptado por Canadá (en RDS) y Europa (en The Wrestling Channel y, más tarde, en ambos Eurosport Bravo y Bravo 2). El contrato de TNA con FSN expiró en mayo de 2005 y no fue renegociado, con el último episodio programado el 27 de mayo de 2005. La serie en completo obtuvo poco mérito, teniendo una puntuación de 0.2 en audiencia.

### Programas de televisión
TNA se quedó sin ningún acuerdo televisivo y, en ese momento, no tenía razones para promocionar sus eventos de pago por visión mensuales (de todas formas Impact continuó en ciertas cadenas regionales en lugar de TNA Xplosion). El 1 de julio, TNA empezó ofreciendo nuevos episodios de Impact en su página web, primero usando BitTorrent como servicio de descargas, después por streaming mediante RealPlayer. Para salvar en los costes de las producciones, cuatro horas de Impact se grabaron en un día y se hicieron disponibles durante el transcurso del mes.

### Era de Spike TV
Al mismo tiempo, TNA empezó a buscar una cadena de televisión más aceptable, finalmente negociaron por un espacio televisivo el sábado por la noche con Spike TV y comenzó transmitiendo Impact el 1 de octubre de 2005. Los días martes se grabarían dos episodios que televisarían los sábados posteriores. Los contratos de TNA para Impact en canales locales de TV, después del contrato de FSN, donde se convirtieron en contratos para el show de TNA, TNA Xplosion. Ellos hace tiempo pagaban por su tiempo límite, de todos modos Spike TV controla sus campañas publicitarias. Por la ascendencia de la audiencia, Impact fue trasladado a los jueves en abril de 2006, y más tarde, a una hora más temprana en noviembre. Las grabaciones fueron trasladadas a los lunes.
En junio de 2006, los episodios de Impact se pusieron en venta en el iTunes Music Store.

#### Dos horas de expansión

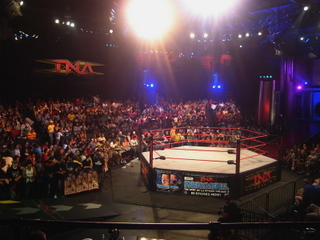
Escenario y Ring Hexágonal en un show de TNA iMPACT, Ahora IMPACT WRESTLING.

Impact se expandió dos horas el 4 de octubre, empezando a la misma hora.
Debido a un mayor crecimiento de audiencia, Impact! se amplió dos horas el 4 de octubre de 2007, comenzando a las 21:00. El 17 de enero, Spike TV presentó un evento titulado "Global iMPACT!", el cual protagonizaron luchadores de TNA en combates contra talentos de New Japan Pro Wrestling.
El 27 de marzo, Impact! aspiró para el primer tiempo en la historia del show en un tiempo límite regular.
Anunciado en una liberación en TNAwrestling.com el 2 de abril de 2008, TNA acabó en términos en un trato que tenía "Impact" a punto en Australia empezando el 5 de abril. Hasta entonces, TNA solo radiodifusieron sus PPVs mensuales en Eventos Principales. Ahora Impact se emite todos los sábados a las 21:30 y todos los martes a las 15:30 en FOX8. 
El 23 de octubre de 2008, TNA emitió su primer Impact! fuera de la Zona de Impacto en Orlando, fue transmitido desde Las Vegas, Nevada. En esa transmisión, TNA realizó su transición a HD y anunció que los siguientes Impacts también estarían en HD (Alta Definición).

#### The Monday Night Wars 2.0
Tras la llegada de Hulk Hogan y Eric Bishoff a TNA, empezaron a surgir ciertos cambios, uno de ellos fue mover el programa un lunes cada 3 semanas para competir contra WWE Raw este cambio empezó el 4 de enero de 2010. La transmisión alcanzó buenos índices de audiencia para TNA, pero solo logró un tercio de lo que consiguió WWE Raw. Debido a los buenos datos de audiencia en los shows de los lunes,  el 8 de marzo TNA Impact! pasó a competir directamente los lunes con WWE, alternando transmisiones en vivo, y grabadas. En esta ocasión, IMPACT descendió sus índices de audiencia hasta mínimos históricos, por lo que tuvieron que regresar a transmitir los jueves.

#### Regreso a los jueves, y primer Impact! grabado en una arena (mayo, 2010 - 2011)
El 3 de mayo de 2010, TNA anunció que el show iba a regresar al jueves por la noche comenzando el 13 de mayo de 2010 a las 21:00 hora del Este. El 24 de junio de 2010, Spike TV expandió "TNA Wrestling" los jueves, con tres horas de transmisión con la adición de TNA Reaction, el cual era un docu- serie regular de una hora inmediatamente antes de TNA iMPACT! transmitido de 8:00 p a 9:00 p. m. Este. "Reacción" se centró en las historias y personajes de TNA Wrestling; además previsualizaba el próximo episodio de "TNA iMPACT!". TNA Impact! También fue renombrada como "Thursday Night Impact", debido a su regreso a los jueves. 
La Presidenta de TNA WRESTLING Dixie Carter anunció el 13 de enero de 2011, que el jueves 24 de febrero de 2011, TNA transmitiría TNA IMPACT! desde el Crown Coliseum en Fayetteville, Carolina del Norte.

### Impact Wrestling (2011-2017)
El 3 de mayo de 2011, a la grabación de la edición del 12 de mayo de Impact!, el nombre de la marca cambió a IMPACT WRESTLING con el lema de "Where Wrestling Matters" (Donde el Wrestling importa). Los colores rojo y negro cambia a azul, blanco y gris en el Tintatron y la zona del ring. También cambió la dirección URL de la página web de TNA Wrestling, tnawrestling.com, pasando a llamarse impactwrestling.com. El 11 de julio de 2011, se anunció que llevaría a cabo grabaciones de TNA Impact Wrestling fuera de la Impact Zone, el 25 de agosto en el Von Braun Center en Huntsville, Alabama; el 21 de septiembre en el Knoxville Coliseum en Knoxville, Tennessee; y el 26 de octubre en el Macon Coliseum en Macon, Georgia. El 6 de enero de 2012, TNA anunció el primer show ya llamado como Impact Wrestling,  internacionalmente  el 28 de enero en la Wembley Arena de Londres, Inglaterra.
El 17 de mayo de 2012, TNA Impact Wrestling anunció que sería transmitida en vivo durante el verano de 2012, a partir de la emisión del 31 de mayo, esta transmisión trasladó el show a un nuevo horario a las 8:00 p. m. ET. Los programas en vivo se extendió posteriormente primero hasta septiembre, y luego por el resto de 2012.
El 31 de enero de 2013, la presidenta de TNA, Dixie Carter anunció que comenzarían a grabar IMPACT WRESTLING desde diferentes lugares alrededor de los Estados Unidos a partir del 14 de marzo de 2013, siendo Sears Center en Chicago la primera sede. TNA termina oficialmente su contrato con Universal Studios Orlando Florida a finales de marzo de 2013 y salió de la zona de impacto.
El 14 de marzo de 2013, TNA introdujo un nuevo set en HD universal que se utiliza para toda la programación semanal. El 30 de mayo de 2013, Impact Wrestling volvió a su antigua hora de inicio, a las 21:00. En TNA SLAMMIVERSARY el Gerente General de IMPACT WRESTLING Hulk Hogan anunció que el 18 de julio de 2013, se transmitiría un especial de IMPACT WRESTLING llamado DESTINATION X. Esto fue seguido por Hardcore Justice, No Surrender, Final Resolution y Turning Point. Estos especiales reemplazan los eventos PPV del mismo nombre después de que TNA cambió su formato Mensual de PPV a un modelo trimestral.
El 24 de octubre de 2013, TNA anunció que volvería a los Universal Studios en Orlando, Florida, debido al alto costo de producción en la carretera. Las grabaciones de Impact se filmaron desde el Soundstage 19, el 21 de noviembre de 2013. Este Soundstage se ocupó debido a que el Soundstage 21 (donde inicialmente se grababa el IMPACT WRESTLING) estaba ocupado. Todavía habrá selectas grabaciones en la carretera de vez en cuando, como el especial de IMPACT WRESTLING TNA Génesis transmitido el 16 de enero y 23 de enero de 2014 desde el Von Braun Center en Huntsville, Alabama.
Con la salida de Hulk Hogan de TNA, surgió una nueva iniciativa de programación llamada -IMPACT365 When the action never ends- (Cuando la acción nunca termina), el concepto se trata de las cámaras proporcionen un acceso sin precedentes a la vida de las superestrellas de TNA.
Esto ha sido utilizado para hacer anuncios para los próximos shows y para iniciar nuevos ángulos y tramas. 
El 30 de enero de 2014, por primera vez , IMPACT WRESTLING fue transmitida en vivo en el Reino Unido antes de que se emitió en los EE. UU. El espectáculo se llevó a cabo en The Hydro en Glasgow, Escocia. Esto no solo fue histórico porque se transmitió primero en el Reino Unido, sino porque era la primera vez que se montaba un espectáculo de wrestling profesional en The Hydro en Glasgow.
TNA anunció que se cambiarían al Soundstage 20 de Universal Studios de Orlando, Florida, ya que este sería más amplio. El estreno del nuevo Soundstage fue el 13 de marzo de 2014, con una transmisión en vivo de IMPACT WRESTLING. El 28 de julio de 2014, TMZ anunció que Spike TV no renovó Impact Wrestling, siendo el 24 de diciembre, la última transmisión.
Previamente el 19 de noviembre de 2014, TNA anunció que había alcanzado un acuerdo con Discovery Communications para trasladar su programación, incluyendo Impact Wrestling, a su red Destination America en enero de 2015.
Al momento de cambiar a Destination America, TNA hizo un cambio de imagen en todos sus aspectos. Como parte de la nueva imagen, Josh Mathews fue añadido al equipo de comentarios. El 3 de junio, D'Angelo Dinero se unió oficialmente a Josh Mathews como una nueva adición al equipo de comentarios de Impact Wrestling. En una entrevista en septiembre con Sports Illustrated, Dixie Carter indicó que Impact permanecería en Destination America por el resto del año, que terminó el 16 de diciembre de 2015.
El 19 de noviembre de 2015, se anunció que Impact Wrestling saldrá al aire, las noches de los martes en Pop TV, comenzando el 5 de enero de 2016. Con el movimiento de la demostración a Pop, obtuvo un nuevo paquete de gráficos, Posteriormente, el show cambió de emisión a cada jueves (para evitar choques de transmisión para los martes con SmackDown).

### GFW Impact! salida de Jarrett, retorno de Impact Wrestling y traslado de sede a Canadá (2017-presente)
En abril de 2017, Karen Jarrett anunció que la compañía Global Force Wrestling (la cual, era perteneciente a su esposo Jeff Jarrett) sería parte dentro de las actividades de Impact Wrestling y sus respectivos campeonatos sería defendidos en dicho programa. Esto debido a que la GFW cerró sus operaciones por lo que esta se fusionó con Impact para mantener sus actividades.
El 28 de junio de 2017 se anunció que la marca Impact Wrestling dejaría de existir debido a que se utilizara la marca GFW (marca perteneciente a Jeff Jarrett), aunque se anunció que los detalles se darían a conocer en Slammiversary XV. Después de esto, se determinó que el programa semanal seguiría llamándose Impact Wrestling, pero la marca de la empresa sería Global Force Wrestling (debido a que Jarrett era el propietario de dicha marca aunque la empresa ya había desaparecido).
En julio de 2017 se anunció la transmisión del PPV "GFW Amped" en la que se narraban los más importantes combates de Global Force Wrestling en las que incluso aparecen talentos de Ring Of Honor y NJPW así como de otras empresas importantes como actuales integrantes de WWE.
En septiembre de 2017 Jeff jarrett abandono la empresa, lo que ocasionó que la directiva de Impact wrestling regresara como marca bajo el sello de Anthem Sports para evitar conflictos con Jeff jarrett quien es propietario de GFW.
Anthem cambió la denominación nuevamente a Impact Wrestling. Tras esto, los títulos fueron renombrados como eran anteriormente conocidos, a excepción del campeonato máximo, que fue denominado como "Campeonato Global de Impact"; sin embargo, a principios de 2018 en las nuevas sesiones de grabación del programa en enero, este cinturón volvería a recobrar su nombre característico.
Después de que Bound for Glory se realizara, las oficinas y la sede de Impact Wrestling fueron trasladadas a Canadá. A razón de esto, algunos luchadores como Taryn Terrell, Mayweather, Bram, Rockstar Spud y Swoogle dejaron la empresa. A esto se añade la incorporación de Taiji Ishimori, Sami Callihan, Su Yung y Brian Cage.
Durante el programa del 18 de enero de 2018 se llevaría a cabo la tercera Barbed Wire Massacre en la historia de Impact Wrestling, esta vez el enfrentamiento fue entre los miembros del equipo oVe los hermanos Jake y Dave Crist junto a Sami Callihan contra los miembros de The Latin American Xchange (LAX) Homicide, Santana y Ortiz; la lucha se transmitió en vivo a través de la plataforma de streaming de video Twitch, además de luego estar disponible en la plataforma Global Wrestling Network. Los latinos se llevaron la victoria en un combate con alto contenido extremo luego de que Santana y Dave Crist forcejearan en la cima de una escalera sobre el ring. Ahí el miembro de LAX logró clavar alrededor de 30 palillos de madera en la frente de Crist, para después aplicarle un suplex que los hizo caer sobre dos mesas donde luego obtuvo el conteo de tres. De esta manera los dos equipos cerraron su rivalidad.
Dos semanas después, el primero de febrero de 2018 Austin Aries regresaría a la compañía después de varios años de ausencia, lo haría para encarar a Eli Drake mientras este junto a Chris Adonis llevaba a cabo un segmento al final del programa. El nombre de dicho segmento era Facts of Eli Drake´s Life (hechos de la vida de Eli Drake). Aries aparece para hacer frente a Drake y retarlo; en un principio Drake aparentó rechazar el reto de Aries, pero lo atacó por sorpresa para que se pudiera llevar a cabo la lucha y así tener una ventaja significativa. Sin embargo el resultado terminó saliendo en su contra con una contundente victoria del recién regresado. De esta forma Aries se coronaría por segunda vez como campeón mundial de Impact Wrestling.

## Transmisiones internacionales
Además de ser transmitido por el canal AXS TV de los Estados Unidos, el programa también es emitido por emitido internacionalmente por los siguientes países.
| País                       | Canal                   | Ref    |
| -------------------------- | ----------------------- | ------ |
| Canadá                     | Fight Network y Game TV | [ 11 ] |
| India                      | Sony SIX                | [ 12 ] |
| Sudáfrica                  | Supersport 4            | [ 13 ] |
| Reino Unido                | 5Spike                  | [ 14 ] |
| Alemania · Austria · Suiza | Ran Fighting            | [ 15 ] |
| Israel                     | EGO Total               | [ 16 ] |
| África                     | SuperSport TV           | [ 17 ] |

| País | Canal                                                             | Ref           |
| --- | ----------------------------------------------------------------- | ------------- |
| Argentina Bolivia Chile Colombia Costa Rica Ecuador El Salvador Guatemala Honduras México Nicaragua Panamá Paraguay Perú República Dominicana Uruguay Venezuela | Claro Sports                                                      | [ 18 ]        |
| Australia | Fox8 / Fuel TV / Main Event (Última emisión: 27 de junio de 2015) | [ 20 ] [ 21 ] |
| Brasil | Esporte Interativo                                                | [ 22 ]        |
| Chad Costa de Marfil Ghana Nigeria Sudán Uganda Zimbabue | Setanta Sports Africa                                             | [ 23 ]        |
| Dinamarca | Canal 9                                                           | [ 24 ]        |
| Francia | Ma Chaine Sport                                                   | [ 24 ]        |
| Italia | Fight Network Italia                                              | [ 25 ]        |
| México | MVS TV                                                            | [ 26 ]        |
| Polonia | Orange Sport                                                      | [ 27 ]        |

## Contenido
| Canal (tiempo límite)      | Estadística |
| -------------------------- | ----------- |
| FSN (vie. 15.00)           | 0.2         |
| Spike TV (sáb. 23.00)      | 0.7         |
| Spike TV (jue. 23.00)      | 0.9         |
| Spike TV (jue. 21.00)      | 1.0         |
| Spike TV (jue. 21.00; 2 h) | 1.1         |

Impact prácticamente ofrece de cuatro a siete combates sobre el curso de dos horas de show, tiene numerosas entrevistas y segmentos entre los combates. Debido a la naturaleza de la empresa de lucha libre, la publicidad de las mercancías y los próximos eventos pay-per-view a menudo sirven como marcadores para los segmentos comerciales.
Cuando Impact estaba en Fox Sports Net, las luchas tenían un límite de tiempo y fue usada la estación de Fox Box. En el caso de haber un empate por límite de tiempo, el ganador era determinado por el Comité del Campeonato de NWA, un grupo compuesto por tres luchadores veteranos. Desde que dejaron el canal, TNA ha descartado el uso de límites de tiempo.